# Ifjabb Ocskay Gábor Jégcsarnok
A Székesfehérvári Jégcsarnok az Alba Volán hivatalos edzés- és mérkőzéshelyszíne. A jégcsarnok 2009 áprilisában vette fel ifj. Ocskay Gábor nevét.

## Megközelíthetősége

### Tömegközlekedéssel
Vonattal megérkezve a vasútállomáson a 13-as vagy a 20-as autóbuszra felszállva a Raktár utca megállóig kell utazni.

### Gépkocsival
Az M7-es autópályáról Budapest felől a második kijáratnál lehajtva a Seregélyesi úton kell a városba beérkezni, majd a bal kézre levő MOL-töltőállomásnál balra kanyarodva a Mártírok útjára ráfordulni. Ezen tovább haladva kb. 300 méter múlva az első utca balra vezet a Jégcsarnokhoz.